# Tetrahedron: Asymmetry
Tetrahedron: Asymmetry war eine wissenschaftliche Fachzeitschrift, die vom Elsevier-Verlag veröffentlicht wurde. Die erste Ausgabe erschien im Jahr 1990. Es wurden Arbeiten veröffentlicht, die sich mit der Bedeutung der Asymmetrie in der anorganischen, organischen, metallorganischen und physikalischen Chemie beschäftigen haben. Da in den Zeitschriften Tetrahedron sowie Tetrahedron Letters zunehmend mehr Artikel zum Thema asymmetrische organische Chemie veröffentlicht wurden, als in Tetrahedron Asymmetry selbst, erfolgte Ende 2017 die Einstellung.
Der Impact Factor lag im Jahr 2014 bei 2,155. Nach der Statistik des ISI Web of Knowledge wird das Journal mit diesem Impact Factor in der Kategorie anorganische Chemie an zwölfter Stelle von 44 Zeitschriften, in der Kategorie organische Chemie an 26. Stelle von 57 Zeitschriften und in der Kategorie physikalische Chemie an 71. Stelle von 139 Zeitschriften geführt.